# Black Hills (Washington)
Die Black Hills sind eine kleine Hügelkette in den Countys Thurston und Grays Harbor im US-Bundesstaat Washington. Sie sind Teil der Willapa Hills. Der 2.664 ft (812 m) hohe Capitol Peak bildet den höchsten Gipfel in der Kette auf 46° 58′ N, 123° 8′ W.
Der Name der Black Hills leitet sich vom Black River ab. Früher wurden sie auch als „Black Mountains“ bezeichnet.
Der Capitol State Forest hat im Großen und Ganzen dieselben Grenzen wie die Black Hills.
Die Highschool A.G. West Black Hills ist nach den Hügeln benannt, ebenso das Black Hills Community Hospital und der lokale Fußball-Club Blackhills Football Club.